# Michal Hubínek
Michal Hubínek (10 novembre 1994) è un calciatore ceco, centrocampista della Dyn. Č. Budějovice.